# حفيات
الحَفّيات أو الأسماك الحصانية (الاسم العلمي: Congiopodidae)، فصيلة أسماك بحرية من عقربيات البحر. تعيش أنواعه في قيعان البحار الضحلة المعتدلة وشبه القطبية الجنوبية، على أعماق تصل إلى 600 متر (2000 قدم).